# 松山牧子
松山 牧子（まつやま まきこ、1977年12月27日-）は、NHK青森放送局の元契約キャスター。青森県弘前市出身。2006年より勤務。かつて河北新報社に勤務していたこともある（東奥日報の特集記事より）。ニュースキャスターとして活躍する一方、出世作「お国言葉で川柳、なもあんだも」では、和田光太郎と息の合ったハイテンションな司会を展開するかと思えば、和田の後任である斎康敬とは穏やか目な司会をこなすなど幅の広いキャラクターを持つ。

## NHK青森時代の担当番組
- あっぷるワイド（キャスター・中継リポーター）
- お国言葉で川柳、なもあんだも